# Mame bune și nebune (serie de filme)
Seria de filme Mame bune și nebune creată de STX Entertainment este compusă din filmele:

## Filme
- Mame bune și nebune (2016)
- Mame bune și nebune 2 (2017)